# 新聞記者 (映画)
『新聞記者』（しんぶんきしゃ）は、2019年公開の日本映画。
東京新聞（中日新聞東京本社）所属の新聞記者・望月衣塑子の同名著作を原案にした社会派サスペンスフィクションで、若手新聞記者と若手エリート官僚の対峙や葛藤を描いている。監督は藤井道人、主演は松坂桃李とシム・ウンギョン。
2022年1月13日、米倉涼子の主演によりNetflixでシリーズドラマ化、全世界同時配信された。映画と同じく藤井道人が監督した。

## あらすじ
ジャーナリストの父親が誤報のために自殺した東都新聞社会部の若手女性記者・吉岡エリカは、首相官邸における記者会見でただ1人鋭い質問を繰り返し、官邸への遠慮が蔓延する記者クラブの中で厄介者扱いされ、社内でも異端視されていた。
そんなある日、吉岡は上司の陣野から大学新設計画に関する調査を任される。極秘情報が記された匿名のファックスが社会部に届いたためだ。彼女が調査を進めた結果、内閣府の神崎という人物が浮上してくるが、その矢先、神崎は自殺してしまう。
神崎の死に疑問を抱いた吉岡はその調査の過程で、内閣情報調査室の若手エリート官僚・杉原拓海と巡り会うが、彼も現政権に不都合な情報をコントロールする立場でありながら、神崎の死に疑問を持っていた。神崎は彼の元上司だったのだ。立場の違いを超えて調査を進める2人は、内閣府が設置を進める医療系新設大学の真の設置目的が、軍事技術の開発であることを突き止める。
その情報を記事にしようとする吉岡らは上司に許可を求めるが、そこへ内閣情報調査室と思われる横槍が入る。しかし、杉原がいざという場合は実名を出してもよいと決意を固めることで記事化に向けて動き出す。一面スクープとして生化学兵器研究の記事が世に出回る。
その頃、無事出産を終えた杉原の妻 奈津美は杉原とともに帰宅する。溜まった郵便受けには神崎からの遺書とも言うべき手紙が届いている。そこには新設大学の運営を首相の友人の民間企業が担い、税金が注ぎ込まれていること、その決済を神崎が行いまたも罪をかぶったこと、それ以上の心痛に耐えられず自死を選ぶ心境が記されている。吉岡のスクープに対抗して、週刊誌に誤報であるとの記事が吉岡の父の誤報の件も交えて掲載される。吉岡は上司から続報の覚悟を問われるが、他紙が後追い記事を出していることにも後押しされ続報を出す決断をする。
急ぎ取材に出る吉岡に、杉原が勤める内閣情報調査室の上司で内閣参事官の多田智也から電話が入り、一方的に吉岡の父親の件は実は誤報ではなかったと告げると同時に、多田は吉岡に協力した杉原を呼び出し、今持っている情報をすべて忘れることを条件に、出向元の外務省に戻れるよう口利きをしてやるなどと迫る。
その頃、杉原と必死に連絡を取ろうと携帯電話を片手に国会周辺を疾走する吉岡が、深刻な面持ちで内閣情報調査室を後にする杉原と首相官邸前の交差点で向かい合う場面で終幕する。

## キャスト
- 吉岡エリカ：シム・ウンギョン[7]
- 杉原拓海：松坂桃李[7]
- 杉原奈津美：本田翼[8]
- 倉持大輔：岡山天音[8]
- 関戸保：郭智博
- 河合真人：長田成哉
- 神崎千佳：宮野陽名
- 都築亮一：高橋努
- 神崎伸子：西田尚美[8]
- 神崎俊尚：高橋和也[8]
- 陣野和正：北村有起哉[8]
- 多田智也：田中哲司[8]
- 後藤さゆり：東加奈子
- 瀬戸：中村公隆
- ジム：イアン・ムーア
- 白岩聡：金井良信

劇中座談会「官邸権力と報道メディアの現在」（特別出演）
- 望月衣塑子
- 前川喜平
- マーティン・ファクラー
- 司会・南彰（新聞労連中央執行委員長、『朝日新聞』記者[9]）

劇中座談会を収録した書籍は『同調圧力』（2019年6月8日、角川新書、ISBN 9784040823027）
映画公開を記念し、同メンバーによるシンポジウムが2019年6月17日・21日に開催された。

## スタッフ
- 原案：望月衣塑子『新聞記者』（角川新書刊）、河村光庸
- 監督：藤井道人
- 脚本：詩森ろば、高石明彦、藤井道人
- 音楽：岩代太郎
- 主題歌：OAU「Where have you gone」
- 企画・製作：河村光庸
- エグゼクティヴ・プロデューサー：河村光庸、岡本東郎
- プロデューサー：高石明彦
- 共同プロデューサー：行実良、飯田雅裕、石山成人
- 撮影：今村圭佑
- 照明：平山達弥
- 録音：鈴木健太郎
- 美術：津留啓亮
- 編集：古川達馬
- 衣装：宮本まさ江
- ヘアメイク：橋本申二
- 演出補：酒見顕守
- ラインプロデューサー：平山高志
- 宣伝：KICCORIT
- 配給：スターサンズ、イオンエンターテイメント
- 制作プロダクション：The icon
- 制作：スターサンズ
- 製作幹事：VAP
- 製作：『新聞記者』フィルムパートナーズ（VAP、スターサンズ、KADOKAWA、朝日新聞社、イオンエンターテイメント）

## 制作
監督の藤井道人は、企画を持ちかけられた当時、新聞も読むタイプの人間ではなく、政治にも無関心だったために自信がなく、オファーを2回断っている。制作段階では、新聞記者だけでなく、同じくらい官僚の人に念入りに取材してリアリティを追求したが、内閣情報調査室のことは誰に聞いても詳細はわからなかったと言う。
前川喜平は『東京新聞』朝刊2022年6月22日掲載の「本音のコラム」で、「四年半ほど前」に河村光庸と初めて会い、この映画の企画に助力を頼まれたと回想している。加計学園問題をモデルに、首相の友人が計画する大学新設のため内閣府が国家戦略特区を設置するところまでは前川のアイデアであり、生物化学兵器の開発はその後に付け加えられたという。
映画の内容から反政府というイメージを持たれかねないにもかかわらず、この難しい役の出演を承諾した松坂桃李に対して、その決断を評価する声があがった。なお、松坂はこの映画を制作した制作会社The icon取締役の渡辺万由美が社長を務めるトップコート所属である。また、ヒロインの女性記者役に至っては引き受けてくれる女優が誰も居なかったため、しがらみのない韓国出身のシム・ウンギョンが選ばれたと報じられている。

## 評価
- 映画監督の是枝裕和は、「これは、新聞記者という職業についての映画ではない。人が、この時代に、保身を超えて持つべき矜持についての映画だ」とするコメントを寄せた[14]。

### 受賞歴
- 第11回TAMA映画賞[15]
  - 特別賞（藤井道人監督、及びスタッフ・キャスト一同）
  - 最優秀新進女優賞（シム・ウンギョン）
- 2019年度新藤兼人賞[16]
  - プロデューサー賞（河村光庸）
- 第39回藤本賞（河村光庸）
- 第32回日刊スポーツ映画大賞・石原裕次郎賞[17]
  - 作品賞
- 第43回日本アカデミー賞[18][19]
  - 最優秀作品賞
  - 最優秀主演男優賞（松坂桃李）
  - 最優秀主演女優賞（シム・ウンギョン）[20]
  - 優秀監督賞（藤井道人）
  - 優秀脚本賞（詩森ろば、高石明彦、藤井道人）
  - 優秀編集賞（古川達馬）
- 2020年 エランドール賞[21]
  - 特別賞（製作チーム）
- 第74回毎日映画コンクール[22]
  - 日本映画優秀賞
  - 女優主演賞（シム・ウンギョン）
- 第12回東京新聞映画賞[23]
- 第2回映画のまち調布賞
  - 撮影賞（今村圭佑）

## 興行成績
2019年6月28日に全国143館で公開され、最初の週末となる6月29日と翌30日の全国映画動員ランキング初登場第10位となり、公開3日間の観客動員数4万9,871人、興行収入6,233万1,930円を記録し、1週目（6月28日〜7月4日）は累計で観客動員数10万6,807人、興行収入1億2,920万9,860円を記録した。
公開2週目の週末となる2019年7月6日と翌7月7日の2日間で観客動員数5万1,229人、興行収入6,485万8,230円を記録し、全国映画動員ランキングでは、10位から8位にランクアップした。また、初週末3日間の数字を2週目週末が上回り、動員対比102.9%、興収対比104.1%と好調な推移となった。
2019年7月8日には、公開から11日間の累計で観客動員数17万2,127人、興行収入2億1,055万5,640円となり、累計興行収入2億円を突破した。
2019年7月22日までに累計で観客動員数33万人、興行収入4億円を突破した。
日本アカデミー賞受賞後の凱旋上映も合わせた累計興行収入は6億円を突破した。

## 備考
制作総指揮のひとり、河村光庸は『新聞記者』の制作中、望月衣塑子自身を追ったドキュメンタリー映画を企画。映画が公開された年の11月15日、森達也監督による『i-新聞記者ドキュメント-』が公開された。制作・配給はスターサンズ。

## Netflixオリジナルシリーズ
映画と同じ藤井道人の監督により、米倉涼子主演でドラマ化。Netflixオリジナルシリーズとして、2022年1月13日から全世界同時配信された。実際の森友学園問題をモチーフとした事件（内閣総理大臣である安倍晋三の妻・安倍昭恵首相夫人関与や文書改竄を追及する）を追う、米倉涼子演じるジャーナリストを描くヒューマンドラマ。モリカケ問題の実話に沿ってノンフィクション的に再現される。

### あらすじ
首相夫人が栄新学園の土地売買に関与していたとリークが入り、内閣府は資料の改竄を命じられる。正義感の強い新聞記者・松田杏奈は過去の因縁もあり、学園問題の闇を暴こうと奔走する。

### 映画版との違い
- 藤井道人監督は映画版『新聞記者』(2019)と同じように間をたっぷりつかって登場人物をアップで映す。Netflix版は50分×6話。
- 映画では女性記者と内調の官僚の2人が主だった。Netflix版は登場人物が多く複雑に絡み合い群像劇になっている。

### キャスト（Netflix）
- 松田杏奈：米倉涼子
- 村上真一：綾野剛
- 木下亮：横浜流星
- 鈴木和也：吉岡秀隆
- 鈴木真弓：寺島しのぶ
- 北村賢一：吹越満
- 黒崎正：田口トモロヲ
- 矢川良和：大倉孝二
- 多田智也：田中哲司
- 松田康平：萩原聖人
- 佐藤大樹：柄本時生
- 屋代晴海：土村芳
- 横川繭：小野花梨
- 入来デスク：橋本じゅん
- 新田淳二：でんでん
- 豊田進次郎：ユースケ・サンタマリア
- 中川久志：佐野史郎
- 北野茂雄：岩松了
- 毛利義一：利重剛
- 木島順平：二ノ宮隆太郎
- 熊谷ますみ：ふせえり
- 村上由紀子：安藤聖
- 村上夏希：浅田芭路
- 村上隼人：有山実俊
- 土井知佳子：宍倉暁子
- 安達和宏：宇賀神亮介
- 小野雅人：加藤満
- 木下沙苗：須藤理彩
- 木俣大輝：森田甘路
- 佐々木哲史：野間口徹
- 石倉：テイ龍進
- 仲野：冨田佳輔
- 官房長官：石丸謙二郎
- 官邸報道室長：安井順平
- 中村：菅原大吉
- 亜衣：高崎かなみ
- 真田：吉満寛人
- 内藤：国枝量平
- 井塚明：藤巻直哉
- 梨香子：手島優

### スタッフ (Netflix)
- 監督：藤井道人
- 脚本：山田能龍、小寺和久、藤井道人
- エグゼクティブプロデューサー - 坂本和隆、高橋信一
- 企画・プロデュース：河村光庸
- プロデューサー：佐藤順子、山本礼二
- ラインプロデューサー：道上巧矢
- 音楽：岩代太郎
- 撮影：今村圭佑
- 照明：平山達弥
- 録音：根本飛鳥
- キャスティング：おおずさわこ、杉山麻衣
- 美術：部谷京子
- 衣装：宮本まさ江
- ヘアメイク：橋本申二
- 助監督：逢坂元
- 制作担当：櫻井紘史、多賀典彬
- 編集：古川達馬、前田径成
- VFX：大澤宏二郎
- ポスプロ：石田記理
- スクリプター：永倉美香
- タイトルバック：松井夢壮
- 音響効果：勝俣まさとし
- ミュージックエディター：石井和之
- サウンドデザイン：浜田洋輔
- 製作：Netflix
- 制作プロダクション：スターサンズ

### 当事者との確執
『週刊文春』（2022年2月3日号）に掲載された同誌の取材によると、モチーフとなった森友事件の渦中に自殺した近畿財務局職員だった赤木俊夫の遺族は2020年8月の打ち合いの段階で協力を拒否したため、その後に製作陣が「完全なフィクション」に路線転換し、遺族に話し合いの打ち切りを通告し、ドラマの配信直前まで連絡しなかった。しかし、遺族から改編の許可を受けていないにもかかわらず、当事者夫妻のディテールにそっくりな箇所は全編にわたり存在すると報じられた。
遺族である赤木雅子は本作、ドラマ『新聞記者』のプロデューサーである河村光庸ら制作陣、原作者の望月記者を痛烈に批判している。更には、ドラマ『新聞記者』では、寺島しのぶ演じる赤木雅子をモデルにした女性から夫の残した遺書を託されてスクープするのは『東都新聞』となっていて、寺島さんを追い回して困惑させるのは『週刊文潮』の記者などという「正義は新聞社、悪役は週刊誌」という位置づけとなっている。しかし赤木によれば、「亡くなった夫の手記」を全文スクープしたのは『週刊文春』であり、遺族を追い回して怖がらせたのは新聞、テレビ、雑誌を含むメディア各社であったのが現実だったとした。批判されると製作陣は「全部フィクション」だと言い始めたことも批判している。
小泉今日子は赤木雅子役に抜擢されたものの、遺族の許可なく撮影が進んでいることを問題視した。制作側から「完全なフィクションなんだからいいじゃないですか」と言われたため、台本も読み込み、撮影準備万全にもかかわらず、直前に降板し、同役は寺島しのぶが務めた。ドクターX以降の新境地開拓と7000万円のギャラのために、そのまま主演の望月記者がモデルの主人公の女性記者役を務めた米倉涼子の判断について、判断ミスと指摘されている。

### 評価 (Netflix版)
肯定的評価
- 立憲民主党の国会議員蓮舫は「新聞記者 話題の番組を観ました。素晴らしい俳優陣の危機迫る演技はさすがです。ドラマの本題は「事実」起こったことです。国政調査権さえも否定、公文書さえも改ざん。国会で取り上げると「他にやることがある」と激しい批判がSNSに集中との異常な空気。終わっていません。質します」 とツイートした[29]。

- 日本共産党の志位和夫委員長は「仕事の合間をぬって『新聞記者』をみています。米倉涼子さんはじめ出演者の演技に、胸が締めつけられる思いで、目が離せません。このような映画を世に送り出した方々に敬意を表します」とツイートした[29]。

- 日本共産党の小池晃議員は「Netflixで『新聞記者』見始めたら止まらない。脚本も凄すぎる。俳優さんたちも凄すぎる」とツイートした[29]。

『女性自身』誌は、「文春の（赤木氏妻による「新聞記者」批判）報道に対する感想は」「報道によって、ドラマ『新聞記者』に対する評価は変わったか」「制作側に対する意見や要望は」といった質問を上記3議員に送った。しかし、3名とも締め切りまでに回答しなかったとしている。
否定的評価
- 経営コンサルタント・経済思想家の倉本圭造は、映画版と同様にNetflixのドラマ版も「左翼さんの内輪ウケ」作品であり、残念であると評している[34]。Netflix版は「生物兵器陰謀論」といった批判された部分はなくなったものの、実際の森友学園問題であった「どこにでもある小悪の玉突き連鎖」が描かれず、映画版と同様に「日本というのはアベという巨悪がすべてを仕切ってお友達だけが美味しい思いをしている国なのだ」という戯画的に単純化した構図にしたため非常に不誠実な姿勢のまま話全体が組み上げられ、結局のところ「内輪ウケ」作品にしかなっていないとしている[34]。

- 英『ザ・ガーディアン』紙のジャック・シール（Jack Seale）は本作を批評し、「『何も恐れず真実を語る報道』を描いたおとぎ話のよう」「権力のダイナミクスを描く複雑なドラマであろうとしていない」「不正によって善良な一般市民の幸せが壊される様を、同情的に描いているメロドラマ」「謝罪のシーンは、いかにも悲しげなピアノの劇伴がなければ何度でも感動できるだろう」などとして、演出・脚本について否定的な意見を述べた[35]。一方で、未亡人役の寺島しのぶの演技を好意的に評価し、本作で主張される「国民が無関心だったせいで不正の泥沼に嵌ってしまった日本」という観点を「ナイーブかつ感傷的な作品だが、この点は間違ってはいない」と述べ、総合評価を星5つ中3つとした[35]。